# بلدية مرسين الكبرى
بلدية مرسين الكبرى هي المؤسسة العامة التي تتولى الشؤون البلدية داخل حدود مدينة مرسين الكبرى. العمدة الحالي هو وهاب سيشير.